# Eleotris
Eleotris är ett släkte av fiskar. Eleotris ingår i familjen Eleotridae.

## Dottertaxa tillEleotris, i alfabetisk ordning[1]
- Eleotris acanthopoma
- Eleotris amblyopsis
- Eleotris andamensis
- Eleotris annobonensis
- Eleotris aquadulcis
- Eleotris balia
- Eleotris brachyurus
- Eleotris daganensis
- Eleotris fasciatus
- Eleotris feai
- Eleotris fusca
- Eleotris lutea
- Eleotris macrocephala
- Eleotris macrolepis
- Eleotris mauritiana
- Eleotris melanosoma
- Eleotris melanura
- Eleotris oxycephala
- Eleotris pellegrini
- Eleotris perniger
- Eleotris picta
- Eleotris pisonis
- Eleotris pseudacanthopomus
- Eleotris sandwicensis
- Eleotris senegalensis
- Eleotris soaresi
- Eleotris tecta
- Eleotris tubularis
- Eleotris vittata
- Eleotris vomerodentata